# Lolo Krusius-Ahrenberg
Helena Charlotte Johanna (Lolo) Krusius-Ahrenberg, född Krusius 21 juni 1909 i Marburg an der Lahn, död 13 juli 2003 i Helsingfors, var en finländsk historiker. Hon var syster till läkaren Franz-Eduard Krusius.
Krusius-Ahrenberg inledde sin skolgång i Berlin, varefter familjen flyttade till Vasa, där fadern Franz-Florian Krusius fått tjänst som ögonläkare; modern hette Elisabeth, född von Bomhard. Efter studentexamen vid Vasa svenska samskola 1926 och studier vid Helsingfors universitet och vid Goethe-universitetet i Frankfurt am Main avlade hon filosofie magister- och licentiatexamen 1932. År 1934 blev hon filosofie doktor. Hon var 1945–1954 docent i finsk och skandinavisk historia vid Helsingfors universitet, 1945–1960 överlärare i statskunskap vid Svenska medborgarhögskolan och 1948–1972 professor samt 1973–1976 docent i statskunskap och historia vid Svenska handelshögskolan.
Krusius-Ahrenberg behandlade nationalismens och liberalismens genombrott, ståndslantdagen och andra frågor ur landets politiska historia. I arbetet Tyrannmördaren C.F. Ehrenswärd (1947) utredde hon de ideologiska omständigheterna kring mordet på Gustav III. Hon intresserade sig vidare för intresseorganisationernas politiska verksamhet och skrev största delen av volym II i lantdags-/riksdagshistoriken Suomen kansanedustuslaitoksen historia (1981).

## Utmärkelser
- Kommendörstecknet av Finlands Lejons orden[1]
- Förtjänstmedaljen för befolkningsskyddsarbete[1]

[Redigera Wikidata]